# Saubermacher Dienstleistungs AG
Die Saubermacher Dienstleistungs AG ist ein österreichisches Unternehmen im Bereich der Abfallentsorgung und -verwertung mit Hauptsitz in Feldkirchen bei Graz. Es entsorgt in rund 1.600 Gemeinden und betreut 42.000 Kunden aus Handel, Gewerbe und Industrie in Österreich, Ungarn, Slowenien, Tschechien, Kroatien, Deutschland, Slowakei und Nordmazedonien. Derzeit beschäftigt Saubermacher in Österreich und Zentraleuropa rund 3.600 Mitarbeiter und erwirtschaftete im Jahr 2022 einen konsolidierten Jahresumsatz von rund 450 Millionen Euro.

## Geschichte
Im Jahr 1979 gründete Hans Roth gemeinsam mit seiner Ehefrau Margret Roth die Roth Umweltschutz GmbH. Später erfolgten die Umbenennung in „Saubermacher“, sowie der Abschluss erster Abfallentsorgungsaufträge für oststeirische Gemeinden. Anfang der 1980er Jahre erweiterte Saubermacher das Einzugsgebiet in die Süd- und Obersteiermark sowie nach Niederösterreich. Die erste Tankstellenentsorgung in Österreich erfolgte im Jahr 1984, die Einführung einer getrennten Sammlung für infektiöse Krankenhausabfälle im Jahr 1985. 1985 wurde die erste mobile Klärschlammverpressungs- und Klärschlammaufbereitungsanlage installiert.
1986 folgten österreichweit der erste Kanalspül- und Saugwagen sowie die Einführung des 3-Tonnensystems – der Trennung von Altstoffen in Glas, Papier und Restmüll – in Mureck und deren Erweiterung zum BioPaG-System (Trennung in Biomüll, Papier und Glas). Ende der 1980er Jahre folgten die Vorstellung der ersten Kanalfernsehanlage Österreichs sowie das erste Leuchtstofflampen-Recycling. Mit der Einführung der Ölalarm-Notrufnummer wurde eine 24h-Betreuung für Notfälle eingerichtet. Außerdem wurde die erste Kühlschrankentsorgung Österreichs eingeführt.
In den Jahren 1990 bis 1993 gründete Saubermacher die Tochterunternehmen Saubermacher Slowenien, Saubermacher Ungarn und Saubermacher Tschechien. Gleichzeitig brachte der Betrieb einen Naturkompost auf den Markt. 1991 eröffnete das Recyclingunternehmen in Graz die erste chemisch-physikalische Anlage zur Behandlung von gefährlichen Abfällen. Mit der Einführung des ersten Müllverwiegefahrzeugs in Österreich wurde erstmals auch eine verursachergerechte Abrechnung des Abfalls möglich.
Als Partner der Arbeitsgemeinschaft für Verpackungsabfälle sowie von ARO und AGR trug Saubermacher zur systematischen Sammlung und ab 1993 zur Umsetzung der neuen österreichischen Verpackungsverordnung bei. Mit dem „Hartberger Saubermacher“ erfolgte 1992 die Gründung des ersten Public Private Partnership, in welchem Kommunen und ein privatwirtschaftlich geführtes Unternehmen in einer gemeinsam betriebenen Gesellschaft zusammenarbeiten. Im selben Jahr erhielt Saubermacher als erster Entsorgungsfachbetrieb Österreichs das Qualitätszertifikat ISO 9002. Außerdem stieg das Unternehmen mit der Übernahme der Altstoffrecycling Wien und der Rudolf Beck & Söhne GmbH und deren Eingliederung in die Saubermacher Dienstleistungs AG in den Wiener Markt ein.
Im Jahr 2001 wurde das Tochterunternehmen Saubermacher Outsourcing GmbH in Graz gegründet. Weitere Gemeinschaftsunternehmen mit Kommunen existieren seit 2000 und 2001 in Mödling und Villach. Im ungarischen Kecskemét wurde im Jahr 2001 gemeinsam mit der Stadt eine Deponie errichtet. Im Jahr 2002 folgte die Inbetriebnahme eines Zentrums für Abfallbehandlung im slowenischen Lenart. 2003 wurde mit PUP-Saubermacher d.o.o. das erste ausländische Public Private Partnership in Velenje in Slowenien gegründet.
Mit ThermoTeam, einer Kooperation von Lafarge Zementwerke und Saubermacher, eröffnete im Jahr 2003 die erste Anlage zur Produktion von Ersatzbrennstoffen im südsteirischen Retznei. Hier werden aus energiereichen Abfällen jährlich rund 100.000 Tonnen Ersatzbrennstoff erzeugt, der vor allem im benachbarten Lafarge Zementwerk Retznei eingesetzt wird. 2004 folgte die Eröffnung einer Splittinganlage in Wien. Die Anlage behandelt vor allem Gewerbemüll und erzeugt ebenfalls Ersatzbrennstoff. Mit der Übernahme von Rumpold im Jahr 2006, einem Entsorger für gefährliche Abfälle, wurde Saubermacher zum größten privaten Unternehmen in der österreichischen Abfallwirtschaft. 2007 wurde eine neue High-Tech-Sortieranlage für Leichtverpackungsabfälle am Standort Graz eröffnet. Nach dem Gewinn einer europaweiten Ausschreibung folgt im selben Jahr die Gründung des Weststeirischen Saubermachers.
2010 konnte mit UBS Global Asset Management ein internationaler Finanzinvestor für weitere Expansionen gewonnen werden. Der Fonds hält nach wie vor rund 28 % an der Roth Privatstiftung, die restlichen 72 % befinden sich im Familienbesitz. Im März 2011 wurde der Sitz von Saubermacher in die neue Unternehmenszentrale, den sogenannten ECOPORT, in Feldkirchen bei Graz verlegt.
Seit Jänner 2014 gestaltet Saubermacher im Rahmen eines Joint Ventures mit der West Coast Cleaning and Environmental Services Company LLC in Abu Dhabi die Abfall- und Ressourcenwirtschaft im Nahen Osten mit. Anfang 2015 erwarb Saubermacher die Mehrheitsanteile und im Juni 2016 dann 100 % des deutschen Unternehmens REDUX, Marktführer in der Sortierung, Aufbereitung und Verwertung von Lithium-Ionen-Akkus & -Batterien sowie herkömmlichen Batterien und Akkus.
Seit 2015 fokussiert das Unternehmen seine Aktivitäten u. a. auf digitale Lösungen und Waste Intelligence. Im gleichen Jahr wurden wastebox.at, ein Onlineshop für Private und die Service App Daheim auf den Markt gebracht. Die App ermöglicht eine direkte Kommunikation zwischen Gemeinden und Bürgern, informiert über Abfuhrtermine und stellt gleichzeitig eine Kommunikations-Plattform für Gewerbetreibende, Vereine, Schulen und Co. dar. Bereits ein Jahr später entwickelte das Unternehmen eine App und Plattform zur Baustellenentsorgung: wastebox.biz. Im selben Jahr eröffnete der Betrieb eine neue Aufbereitungsanlage für Elektroaltgeräte im steirischen St. Michael. 2017 folgten die Eröffnung eines neuen Recyclingzentrums im slowenischen Kidricevo sowie die Inbetriebnahme des Lager- und Behandlungszentrums für gefährliche Abfälle in Wien. Ein Jahr darauf startete Saubermacher gemeinsam mit Veolia einen internationalen Expansionskurs und rollte wastebox.biz am deutschen sowie französischen Markt aus. Im selben Jahr eröffnete das Tochterunternehmen REDUX an seinem Standort Bremerhaven eine neue Verwertungsanlage für Lithium-Ionen-Batterien und gründete gemeinsam mit Interseroh das Joint Venture SIMPli RETURN, das als erstes globales Recyclingsystem für Lithium-Ionen-Batterien gilt. Weitere Meilensteine waren die Eröffnung der Recyclinganlage für Kühlgeräte in Tschechien, der Ausbau der Kunststoffsortieranlage am Grazer Standort Puchstraße sowie die Eröffnung der neuen Aufbereitungsanlage für Industrie- und Gewerbeabwässer in Trofaiach. Mit dem Relaunch der Service App Daheim wurde diese in Hinsicht auf die Benutzeroberfläche zur Bürgerkommunikation weiterentwickelt. Als Leader in Waste Intelligence präsentierte Saubermacher 2018 zudem in Kooperation mit der Energie Steiermark das digitale Projekt „Smart Waste“, bei dem erstmals intelligente Mülltonnen und moderne Wertstoffscanner zum Einsatz kommen. Im Herbst 2018 zeichnete GRESB (Global Real Estate Sustainability Benchmark) Saubermacher zum nachhaltigsten Entsorgungsunternehmen der Welt aus. Dies nahmen die EU-Umweltminister im Rahmen des informellen Umweltministerrates in Graz zum Anlass, Saubermacher am Standort Puchstraße zu besuchen. Sie informierten sich über Aufbereitungsverfahren und digitale Lösungen in der Recyclingwirtschaft.
Im Jahr 2019 investierte das Unternehmen in die neue Anlage seiner Tochtergesellschaft ThermoTeam für die Herstellung von Ersatzbrennstoffen. Zusammen mit dem Naturschutzbund wurde die Aktion "Blühende und summende Wiesen" ins Leben gerufen, eine Initiative die den Lebensraum von heimischen Wild- und Honigbienen, Schmetterlingen und Insekten fördert. Im Sommer gewann das Unternehmen den TRIGOS Steiermark 2019 in der Kategorie Klimaschutz. Weiters machte Saubermacher mit einem neuen, in Österreich einzigartigen Kreislaufsystem für Abfalltonnen auf sich aufmerksam. Erstmals werden Wertstoffbehälter aus 100 % Recyclingmaterial eingesetzt. Die Saubermacher "Ökobins" werden in Kooperation mit dem Kärntner Unternehmen Europlast hergestellt und bestehen nahezu vollständig aus dem Rezyklat alter Abfallsammelbehälter. Gemeinsam mit niederösterreichischen Gemeinden wurde im selben Jahr das digitale Projekt "Smart Waste" weiter ausgebaut. In der Region Tulln wird wiederum ein intelligenter Wertstoffscanner eingesetzt, der mittels Sensoren die Trennqualität feststellt. Das Projekt läuft seit 2022 auch für über 10.000 Haushalte im steirischen Mürztal. Im Herbst 2021 wurde Saubermacher von GRESB zum vierten Mal in Folge zum nachhaltigsten Entsorgungsunternehmen der Welt ausgezeichnet.
Seit Juli 2023 ist der erste E-KLW des Unternehmens im Echtbetrieb im Einsatz. Ziel ist, den Fuhrpark bis 2040 auf klimaschonende Fahrzeuge umzustellen.

## Auslandsmärkte
Von Graz aus werden zahlreiche Standorte in sieben Ländern als eigene Unternehmen und Beteiligungen geleitet.
In Ungarn, wo Saubermacher bereits kurz nach dem Fall des Eisernen Vorhanges präsent ist, erwirtschaftet Saubermacher mit 700 ungarischen Mitarbeitern rund 40 Millionen Euro Umsatz. Kritisch wurde der Markt durch gesetzliche Bestimmungen, wonach die Regierung unter Viktor Orbán Pläne hegt, die Abfallentsorgung verstaatlichen zu wollen. Mit anderen Abfallentsorgern hat Saubermacher aus diesem Grund bei der EU interveniert.

## Hans Roth Saubermacher Umweltpreis
Um den Austausch zwischen Wissenschaft, Wirtschaft, Technik und Umweltschutz zu fördern, wird seit dem Jahr 2003 jährlich der mit jeweils 3.500 Euro dotierte Hans Roth Saubermacher Umweltpreis an fünf österreichischen Universitäten (Montanuniversität Leoben, Karl-Franzens-Universität Graz, TU Wien, Universität für Bodenkultur Wien, Universität Innsbruck) ausgeschrieben und vergeben. Seit 2012 werden auch besonders innovative Abschlussarbeiten der Universitäten in Slowenien geehrt. Ausgezeichnet werden junge Nachwuchsforscher für herausragende Diplomarbeiten bzw. Dissertationen, die in einem Zusammenhang zu Umweltschutz und Abfallwirtschaft stehen. Besonderer Wert wird auf konkrete Vorschläge und Methoden sowie Originalität und Praktikabilität für die Umsetzung und deren ökonomischen Nutzen im Alltag gelegt.

## Auszeichnungen
- ÖKOPROFIT der Stadt Graz 2001, 2006, 2010 und 2012[31]
- Green Panther 2014, ein Werbepreis der Wirtschaftskammer Steiermark; Silber in der Kategorie „Kampagne“[32]
- Green Panther 2015; Gold in der Kategorie „Outside the Box“[33]
- Green Panther 2016; Gold in der Kategorie „Kampagne“ und Silber in der Kategorie „Outside the Box“[34]
- Gütesiegel für Familienfreundlichkeit Grundzertifikat 2016[35]
- Trigos Steiermark 2017; Gewinner für das gesamtheitliche CSR-Engagement in der Kategorie "Großunternehmen".[36][37]
- Energy Globe STYRIA AWARD 2017; Für Projekte im Bereich Re-Use und Recycling von Batteriesystemen.[38][39]
- Gütesiegel "Betriebliche Gesundheitsförderung" 2019[40]
- Trigos Steiermark 2019, Gold in der Kategorie "Klimaschutz" für die 2018 eröffnete Hightech-Recyclinganlage für Lithium-Ionen-Batterien[41]
- Platz 1 bei GRESB 2018; Saubermacher wird von GRESB (Global Real Estate Sustainability Benchmark) zum nachhaltigsten Entsorgungsunternehmen der Welt ernannt.[42]
- Platz 1 bei GRESB 2019; Saubermacher wird von GRESB (Global Real Estate Sustainability Benchmark) erneut zum nachhaltigsten Entsorgungsunternehmen der Welt ernannt.[27]
- Platz 1 bei GRESB 2020; Saubermacher wird von GRESB (Global Real Estate Sustainability Benchmark) wieder als nachhaltigstes Entsorgungsunternehmen der Welt ausgezeichnet.[43]
- Platz 1 bei GRESB 2021: Saubermacher wird von GRESB (Global Real Estate Sustainability Benchmark) zum vierten Mal in Folge als nachhaltigstes Entsorgungsunternehmen der Welt ausgezeichnet.[44]
- Platz 2 bei GRESB 2022: Nach vier Jahre in Folge am ersten Platz landet Saubermacher beim internationalen Rating auf Platz 2 der nachhaltigsten Entsorgungsunternehmen weltweit.[45]

## Kontroversen
Laut BWB war die Saubermacher Dienstleistungs AG zwischen Juli 2002 und März 2021 an kartellrechtswidrigen Preisabsprachen mit Marktaufteilungen sowie am Austausch von wettbewerbssensiblen Informationen beteiligt. Saubermacher bestätigte „rund 80 Einzelfälle“ in diesem Zeitraum, „die kartellrechtlich wie auch nach unserem Werte- und Ethiksystem nicht akzeptabel sind“. Man habe diese Fälle zusammen mit der BWB „identifiziert“. Das Unternehmen soll zwischen 2002 und 2021 österreichweit insgesamt eine Million Aufträge abgewickelt haben. Angaben zum Auftragsvolumen der „Einzelfälle“ in Relation zu den anderen Aufträgen wurden nicht gemacht.